# Західна область (1917—1918)
Західна область — адміністративно-територіальна одиниця в Російській республіці та у Радянській Росії, утворена після Лютневої революції, в березні 1917 року, з губерній, які раніше входили до складу Північно-Західного краю Російської імперії. Адміністративний центр — Мінськ.
До складу Західної області первинно входили Вітебська, Могильовська й Мінська губернії, не окупована частина Віленської губернії, а з квітня 1918 року також Смоленська губернія.
У квітні 1918 року у зв'язку із захопленням білоруських земель німецькими військами в ході Першої світової війни Західна область була реорганізована, до її складу увійшла Смоленська губернія Московської області, а адміністративний центр перемістився з Мінська у Смоленськ. Того ж року комісія ВЦВК РРФСР запропонувала створити, окрім Московської, ще три області (комуни): Західну, Північну та Уральську. Західну комуну передбачалось створити у складі Смоленської, Вітебської, Могильовської, Чернігівської, Мінської, Віленської та Ковенської губерній з обласним центром у Мінську. На таких позиціях стояло і керівництво Північно-Західного обкому РКП(б), облвиконкому та РНК Західної області й Західного фронту. Вони вважали Білорусь територіальною одиницею РРФСР. Їхні погляди формувались під впливом ідеї світової соціалістичної революції, а у самовизначенні народів, утворенні національних держав, кордонах вбачали перепону на шляху до неї. Вони аргументували це тим, що білоруси не є самостійною нацією, й тому принцип самовизначення їм не підходить.
Цим планам не судилось здійснитись у зв'язку з перемогою прибічників ідеї білоруської державності та створенням 1 січня 1919 року Радянської Соціалістичної Республіки Білорусь, до складу якої увійшли Вітебська, Гродненська, Могильовська, Мінська і Смоленська губернії.